# Georg Browne

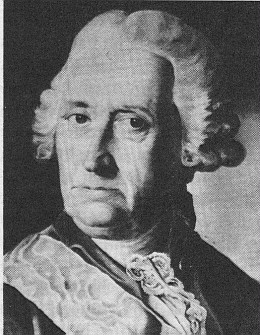
George Browne

Georg Reichsgraf von Browne (* 15. Juni 1698 auf Castle Mahon in Limerick, Irland; † 18. September 1792 in Riga) oder Seoirse de Brún (Irisch), war ein General der russischen Armee aus einem alten irischen Adelsgeschlecht.
Seine Eltern waren George de Browne (1657–1729), Baron de Camas et Mountany, und dessen Ehefrau Honora de Lacy. Seine Familie war arm und sein Vater verdiente sich seinen Lebensunterhalt als Söldner, seine Mutter wiederum war die Schwester von Peter Graf von Lacy und Tante von Franz Moritz Graf von Lacy.

## Leben
Nach einem Studium in seiner Heimatstadt trat er 1725 zunächst in kurpfälzische und 1730 als Kapitänleutnant in russische Dienste. Hier machte er sich bei der Unterdrückung einer Meuterei gegen die Kaiserin Anna verdient, so dass er bald zum Oberst aufsteigen konnte. Browne nahm seitdem an allen bis 1762 ausgefochtenen Kriegen und Kämpfen Russlands teil. Während des Türkenkrieges geriet er in Gefangenschaft und wurde mehrfach als Sklave verkauft. In Kishinev wurde er von einem anderen irischen Soldaten erkannt und konnte so seinen Freikauf organisieren. Trotz zahlreicher Misshandlungen machte er sich zu Fuß und in Lumpen auf den langen Weg nach St. Petersburg. Dort konnte er zahlreiche türkische Militärgeheimnisse offenlegen. Für seine Verdienste und seine Durchhaltewillen wurde er daraufhin zum Generalmajor ernannt. Er kehrte damit in den Militärdienst zurück und nahm gleich am Krieg gegen die Schweden teil, wo er sich den Alexander-Newski-Orden erwarb.
Im Siebenjährigen Krieg wurde er als General en chef bei Zorndorf schwer verwundet, eine Pistole explodierte vor seinem Gesicht und ein Schwerthieb traf seinen Kopf. Die Kopfwunde wurde mit einer Silberplatte verschlossen.
Zar Peter III. ernannte 1762 ihn zum Generalgouverneur von Livland, wo er die nächsten 30 Jahre die Lage der Bauern zu verbessern versuchte. Bei Katharina II. stand Browne in hoher Achtung, sie ernannte ihn 1775 zusätzlich zum Generalgouverneur von Estland. Durch Joseph II. wurde er 1779 in den Reichsgrafenstand erhoben.
Georg Reichsgraf von Browne starb im hohen Alter von 94 Jahren am 18. September 1792 in Riga.

## Familie
Georg Reichsgraf von Browne war mit Helene Martha (* 19. September 1717; † 1764), Tochter von Peter Graf von Lacy und Schwester von Franz Moritz Graf von Lacy, verheiratet. Folgende Kinder gingen aus dieser Verbindung hervor:
- Johann Georg (* 18. Februar 1742; † 14. Oktober 1794), kaiserlicher Feldmarschallleutnant, 2. Graf Browne of Camas, ist zusammen mit seinem Onkel Franz Moritz Graf von Lacy in dessen Grablege „Moritzruhe“[1] in Wien begraben.
- Martha Philippine ⚭ Johann Thaddäus von Syberg zu Wischling (1739–1806), Woiwode von Livland[2]

Seine drei andern Söhne aus erster Ehe starben vorzeitig: einer als Generalmajor, ein anderer als Obrist in russischen Diensten, ein weiterer, dessen Erziehung der französische König Ludwig XV. nach der Schlacht bei Kolin zugesagt hatte, in Paris.
Nach dem Tod seiner ersten Frau heiratete er am 7. November 1765 Eleonore Christine von Mengden (1729–1787), Tochter von Baron Johann Heinrich von Mengden (1701–1792) und der Gräfin Christina Elisabeth von Münnich (1711–1775). Das Paar hatte folgende Kinder:
- Eleonore Christina (* 14. März 1765; † 11. Februar 1844) ⚭ 9. November 1783 Graf Michael Johann von der Borch-Lubeschitz und Borchhoff, Baron von Borchland (1753–1810)
- Johann Georg (* 20. September 1767; † 1827), 3. Graf Browne of Camas,  Oberst der Infanterie, Malteser-Ritter, Förderer von Ludwig van Beethoven ⚭ 22. August 1790 Annette Margarethe (auch Anna Margarete) Vietinghoff-Scheel (* 12. Januar 1769; † 13. Mai 1803), Tochter von Otto Hermann von Vietinghoff genannt Scheel (1722–1792), Generaldirektor des allrussischen Medizinalkollegiums unter Kaiserin Katharina II. von Russland, und der Gräfin Anna Ulrike von Münnich (1741–1811).
- Charlotte Christine Wilhelmine Elisabeth (* 20. Oktober 1770; † 1821) ⚭ Johann Karl Friedrich von Medem (1762–1827), Begründer des gräflichen Zweiges zu Rempten und Alt-Autz[3]